# السويسة (الهرمل)
السويسة أو سويسه هي إحدى القرى اللبنانية من قرى قضاء الهرمل في محافظة بعلبك الهرمل.